# Оптический компьютер
Опти́ческие или фото́нные вычисли́тели — гипотетические вычислительные устройства, вычисления в которых производятся с помощью фотонов, излучаемыми лазерами или светодиодами.
Большинство современных исследований направлено на замену традиционных (электронных) компонентов компьютера на их оптические эквиваленты.
Предполагается, что результатом этих исследований станет новая цифровая компьютерная технология для обработки двоичных данных. Такой подход по замене элементной базы даёт возможность в краткосрочной перспективе разработать технологии для коммерческого применения, поскольку оптические компоненты могут быть использованы в классических компьютерах, сначала при создании гибридных электронно-фотонных систем, а затем и полностью фотонных.
Однако оптоэлектронные приборы теряют 30 % энергии при преобразовании электроэнергии в свет и обратно, что также замедляет скорость передачи информации в оптоэлектронных повторителях. В гипотетическом полностью оптическом компьютере не будет преобразования сигнала из оптического в электрический и обратного преобразования в оптический сигнал.

## Оптические компоненты для обработки информации
Фундаментальным компонентом электронных компьютеров является управляемый электронный переключатель, которым чаще всего выступает транзистор. Для замены электронной логики оптической при одновременном сохранении существующей концептуальной логической схемотехники потребуется реализовать оптический транзистор.
Один из возможных вариантов — использование материалов с нелинейными оптическими эффектами, в частности, нелинейное поведение показателя преломления.
Уже найдены некоторые материалы у которых интенсивность входящего излучения влияет на интенсивность проходящего излучения, такое поведение образно сравнивают с семейством вольт-амперных характеристик (ВАХ) полупроводникового транзистора. Подобные «оптические транзисторы» могли бы использоваться для создания оптических логических вентилей, из которых собирались бы более сложные логические схемы. Однако, многие нелинейные эффекты требуют очень большой интенсивности управляющих сигналов.

### Оптические компьютеры с применением пространственных модуляторов
Несколько компаний представляли прототипы оптоэлектрических аналоговых систем, использующих пространственные модуляторы, управляемые электрическими сигналами. Создателями данных установок предлагалось несколько вариантов систем, которые могут быть решены подобными системами.

#### Оптический компьютер компании«Bell labs»
Первый макет оптического компьютера был создан в 1990 году группой Алана Хуанга (Alan Huang) в Bell Labs и получил противоречивые отзывы.

#### DOC-II
Следующий прототип 1991 года носил название «DOC-II» (англ. Digital Optical Computer — цифровой оптический компьютер). В нём использовалось 64 лазера, матричный пространственный модулятор размером 64х128 (элементы матрицы — ячейки Брэгга из фосфида галлия) и 128 фотодетекторов, оптическая схема могла выполнять умножение булевых векторов и матриц.
По заявлениям авторов этот компьютер был способен проверять до 80 тыс. страниц текста в секунду при выполнении команды поиска слова.

#### Оптический компьютер компании«Lenslet»
Компанией «Lenslet» в 2003 году был продемонстрирован оптический DSP-процессор EnLight256. Особенностью его архитектуры является то, что, в то время как процессорное ядро основано на аналоговых оптических технологиях, все входы, выходы и управляющие схемы — электронные. Этот процессор способен выполнять, по заявлениям авторов, до 8×1012 элементарных операций над 8-битными целыми числами в секунду. 256 лазеров освещают пространственно-световой модулятор MQWSLM размером 256x256 ячеек (с электронным управлением), 256 фотодетекторов считывают аналоговый результат. Таким образом, процессор выполняет векторно-матричную операцию. Управляющая матрица MQWSLM может перенастраиваться на новые данные несколько миллионов раз в секунду.

#### EnLight Alpha
Демонстрационный процессор EnLight Alpha (с модулятором 64x64) изучался в ORNL, на нём была проверена работа дискретного преобразования Фурье с 8-битной точностью. Несмотря на шумы квантования из-за малой длины двоичных слов для данных с малой амплитудой при обработке, этой системой были успешно найдены все спектральные максимумы.

### Фотонная логика

Управляемый квантовооптический вентиль NOT (CNOT).
A — управляющий бит;
B — результирующий бит;
D_{1}—D_{4} — фотодетекторы;
М1—М5 — зеркала;
PBS1, PBS2 — частично поляризующие расщепители светового пучка;
F1—F4 — светофильтры;
P1—P6 — поляризаторы;
BBO — нелинейный оптический элемент, пластинка из бета-бората бария (β-BaB_{2}O_{4});
b1—b4, a1—a4 — световые пучки;
λ/2 — полуволновые пластинки.

Фотонная логика гипотетически должна использовать отдельные фотоны света[уточнить] в логических вентилях (таких как NOT, AND, OR, NAND, NOR, XOR, XNOR). Переключательные функции можно бы реализовать нелинейными оптическими эффектами, вызываемых одним управляющим оптическим сигналом и воздействующих на другой оптический сигнал.
При реализации фотонной логики могут быть необходимы оптические резонаторы, увеличивающие энергию за счёт усиливающей интерференции (интерференции в одной фазе) и упрощающие возникновение нелинейных эффектов.
Также исследуется фотонная логика на отдельных молекулах с использованием эффекта фотолюминесценции. В 2011 году Witlicki и др. продемонстрировали выполнение логических операций на молекулах с использованием рамановской спектроскопии SERS.

## Разработка родственных технологий и компонентов
В 2008 году исследователи из компании IBM представили экспериментальный оптический коммутатор на чипе, использующий кремниевые отражающие резонаторы, который обеспечивал пакетную передачу данных со скоростью более 1 Тбит/сек.
В 2009 году профессорами Массачусетского технологического института Владимиром Стояновичем и Радживом Ремом был предложен способ создания оптических волноводов непосредственно на кремниевых чипах, на которых реализованы полупроводниковые процессоры. Также ими были продемонстрированы интегрированные на чипе кремниевые управляемые резонаторы, выделяющие из входного сигнала излучение с разными длинами волн.

## Недостатки оптических технологий
По состоянию на 2009 год в полностью оптических системах плохо реализуются запоминающие устройства и операции над отдельными битами, поэтому такие технологии находят применение лишь пока в переключении оптических сигналов в зависимости от длины волны излучения и переключения по разным оптическим волокнам (в частности, в OADM).

## Заблуждения, проблемы и перспективы
Часто заявляется, что эксплуатация оптических компьютеров будет энергоэкономичной, однако в оптических системах при передаче информации на малое расстояние зачастую необходимо использовать бо́льшую мощность, чем в электрических и электронных системах. Это вызвано тем, что дробовой шум в оптических каналах выше, чем тепловой шум в электрических каналах, — из-за этого требуется более высокий уровень сигнала для сохранения отношения сигнал/шум при реализации высокоскоростного канала. Лишь при увеличении длины канала связи потери в электрических каналах нарастают быстрее, чем в оптических, поэтому длинные высокоскоростные каналы связи уже в настоящее время реализуют с помощью оптической связи. Имеется тенденция при увеличении скоростей передачи информации заменять всё более короткие электронные каналы связи оптическими каналами, в частности, оптические кабели становятся более популярными, чем электрические для высокоскоростных версий Ethernet (10G, 40G, 100G) уже при длине не более 10 метров.
Существенной проблемой для полностью оптической обработки информации является слабое взаимодействие нескольких оптических сигналов. Свет представляет собой электромагнитную волну, которая не может взаимодействовать с другой электромагнитной волной в вакууме из-за его линейности, что формулируется как принцип суперпозиции. Взаимодействие световых пучков возможно лишь в оптически нелинейных материалах, и степень такого взаимодействия для электромагнитных волн значительно ниже, чем для электрических сигналов в традиционных компьютерах. Из-за этого переключающие элементы оптического компьютера требуют бо́льшие мощности сигналов и оказываются больше по размерам, чем существующие электронные схемы.

## Критика
Бытуют сомнения[чьи?] в возможностях оптических компьютеров, а также в том, смогут ли они конкурировать с полупроводниковыми электронными системами в быстродействии, энергоэффективности, ценам и компактности. Критики отмечают, что логические системы требуют следующих возможностей от нелинейной элементной базы: восстановление исходных логических уровней, каскадируемость, возможность объединения нескольких входных сигналов на входе одного элемента (fan-in) и разветвления выходного сигнала одного элемента на вход нескольких элементов (fan-out), изоляции между входами и выходами. Все эти свойства технически просто реализуются в транзисторных схемах, при этом они чрезвычайно дёшевы (при микроэлектронной реализации), имеют низкое тепловыделение и высокую скорость переключения.
По состоянию на 2010 год, не было представлено оптических элементов или схем (пассивных или активных), которые бы имели необходимую функциональность и при этом были бы столь же компактны и энергоэффективны, как схемы на транзисторах. Для того, чтобы логика на оптических компонентах была конкурентоспособной, требуется фундаментальный прорыв в функциональности, энергопотреблении и компактности оптических элементов; разработка оптической памяти и технологий группового производства. Также предполагается, что оптические вычислительные системы не дадут ускорение обработки информации, поскольку, как и в случае с транзисторной логикой, частота переключения, вероятно, будет ограничена энергопотреблением.
Оптические элементы  применяются лишь в нескольких специфических областях, например, для передачи сигналов на большие расстояния по линиям оптоволоконной связи (благодаря низкому затуханию при распространении), при этом каких-либо вычислений в таких оптических системах оптическими методами не производится.